# Die Drei Soldaten
Die Drei Soldaten (Engl. „The Three Soldiers“ auch „The Three Servicemen“) ist eine bronzene Statue auf der National Mall in Washington, D.C. zum Gedenken an den Vietnamkrieg und Ergänzung des 1982 erbauten Vietnam Veterans Memorial.
Die Gruppe besteht aus drei jungen US-Soldaten, bewaffnet und gekleidet wie in der Zeit des Vietnamkriegs. Die Soldaten stehen auf einem Granitsockel mit einer Höhe von einem Meter. Jeder der Soldaten steht zwei Meter hoch. Die Blickrichtung der Soldaten geht in Richtung der Gedenkmauer des Vietnam Veterans Memorial. So entsteht der Eindruck, als würden die Soldaten auf die Namen ihrer Kameraden starren.
Die dargestellten Soldaten sind bewusst als Angehörige unterschiedlicher Ethnien, nämlich als Weißer, als Afroamerikaner, und als Lateinamerikaner dargestellt. Die Statue war eine der ersten Darstellungen eines Afroamerikaners in einer öffentlichen Skulptur. Die Statue wurde entworfen, um das minimalistische Design des Vietnam Veterans Memorial durch Hinzufügen einer traditionelleren Komponente zu ergänzen. Die Statue, die am Veteranentag enthüllt worden ist, wurde 1984 von Frederick Hart entworfen, der den dritten Platz in der ursprünglichen Ausschreibung erreicht hatte.